# Vodiae
Els vodiae eren un poble cèltic que vivia a l'illa d'Irlanda (Ierne o Hibèrnia). Són esmentats pel geògraf Claudi Ptolemeu que els situa a la regió de Munster.